# Driehoeksveer

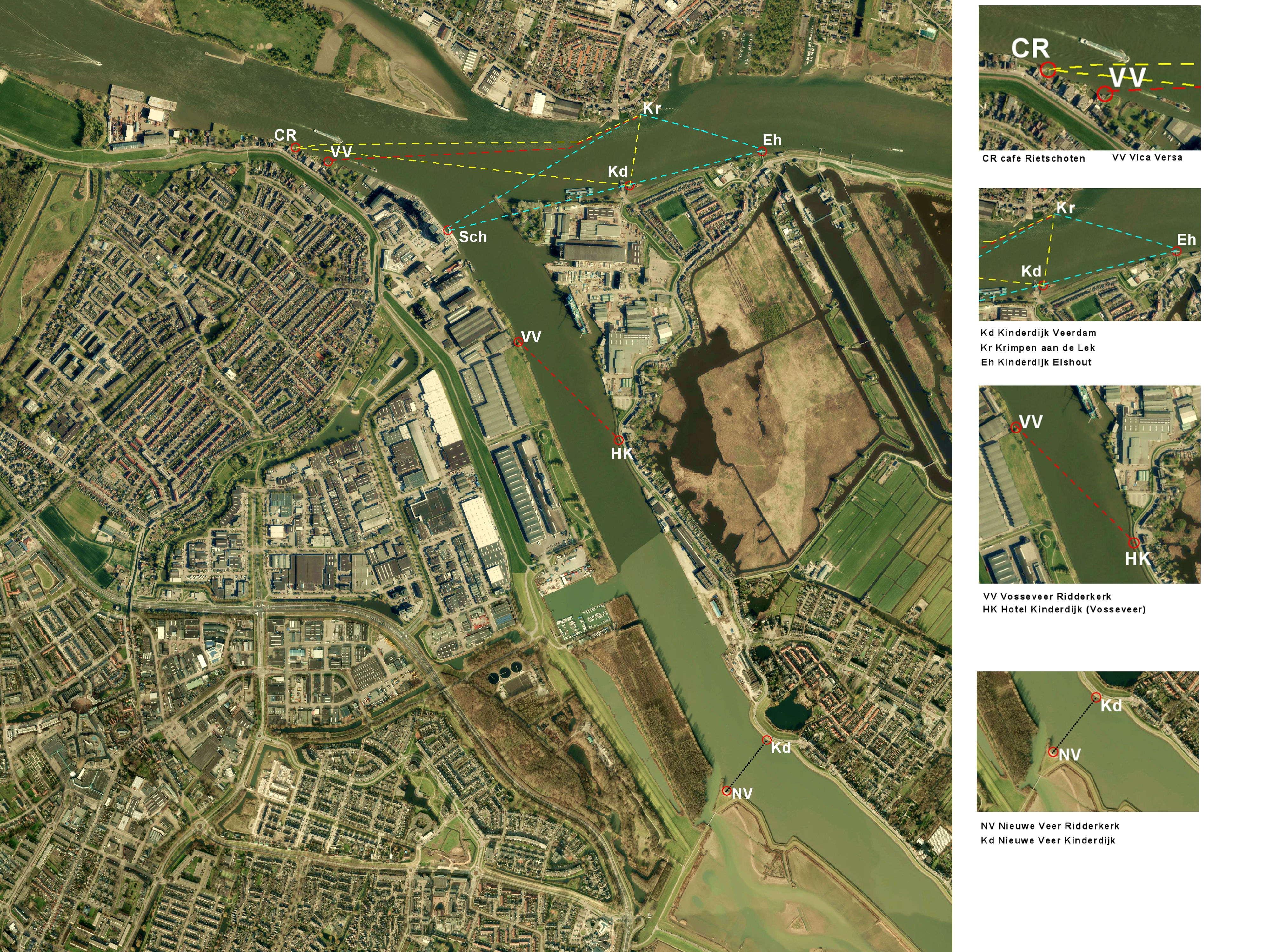
Overzicht routes veren Ridderkerk

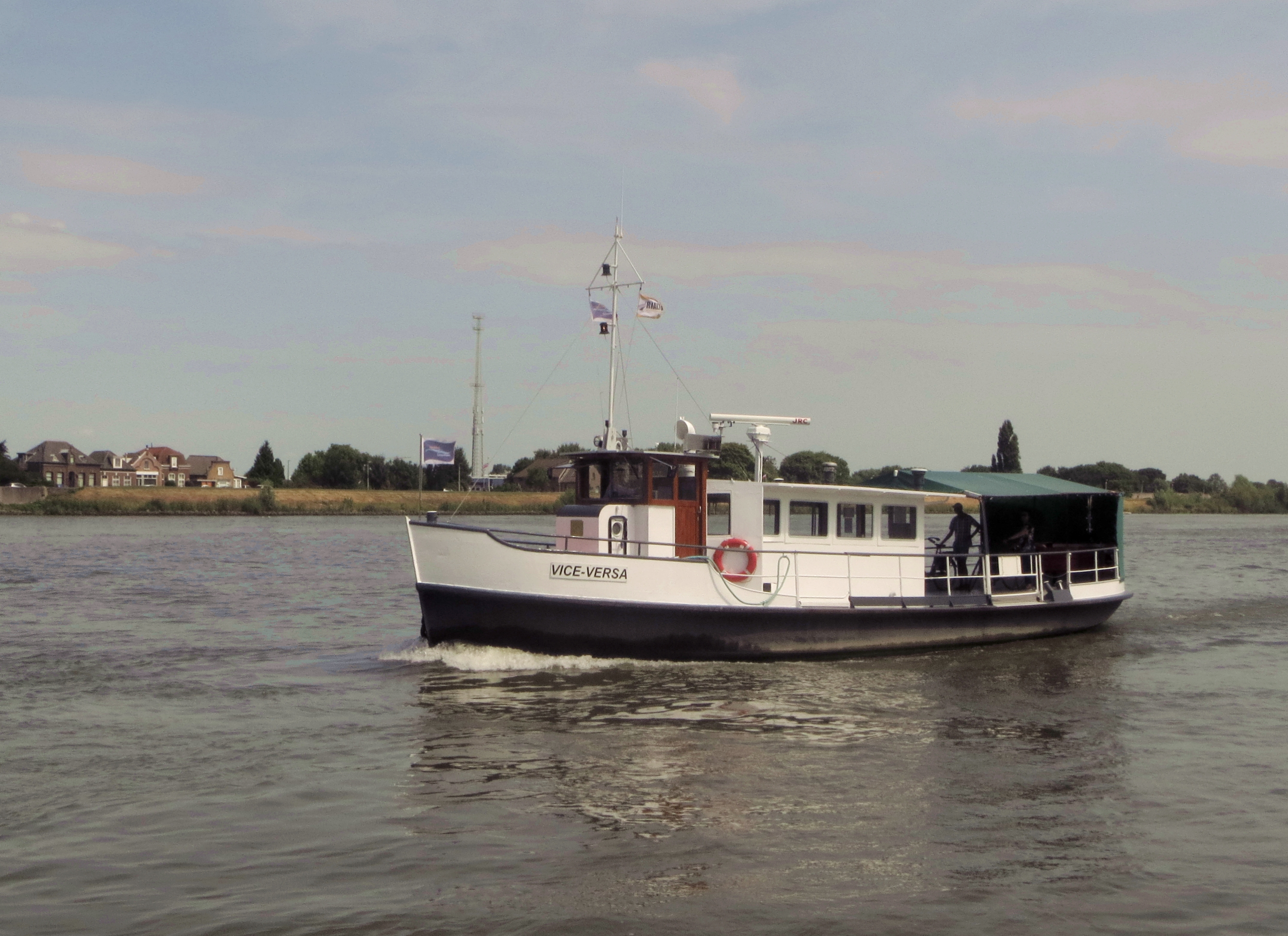
veerboot Vice versa

Het Driehoeksveer is een fiets-en-voetveer dat over de rivieren de Noord, de Lek en de Nieuwe Maas van Slikkerveer (Ridderkerk) via Kinderdijk naar Krimpen aan de Lek en weer terug vaart.

## Historie

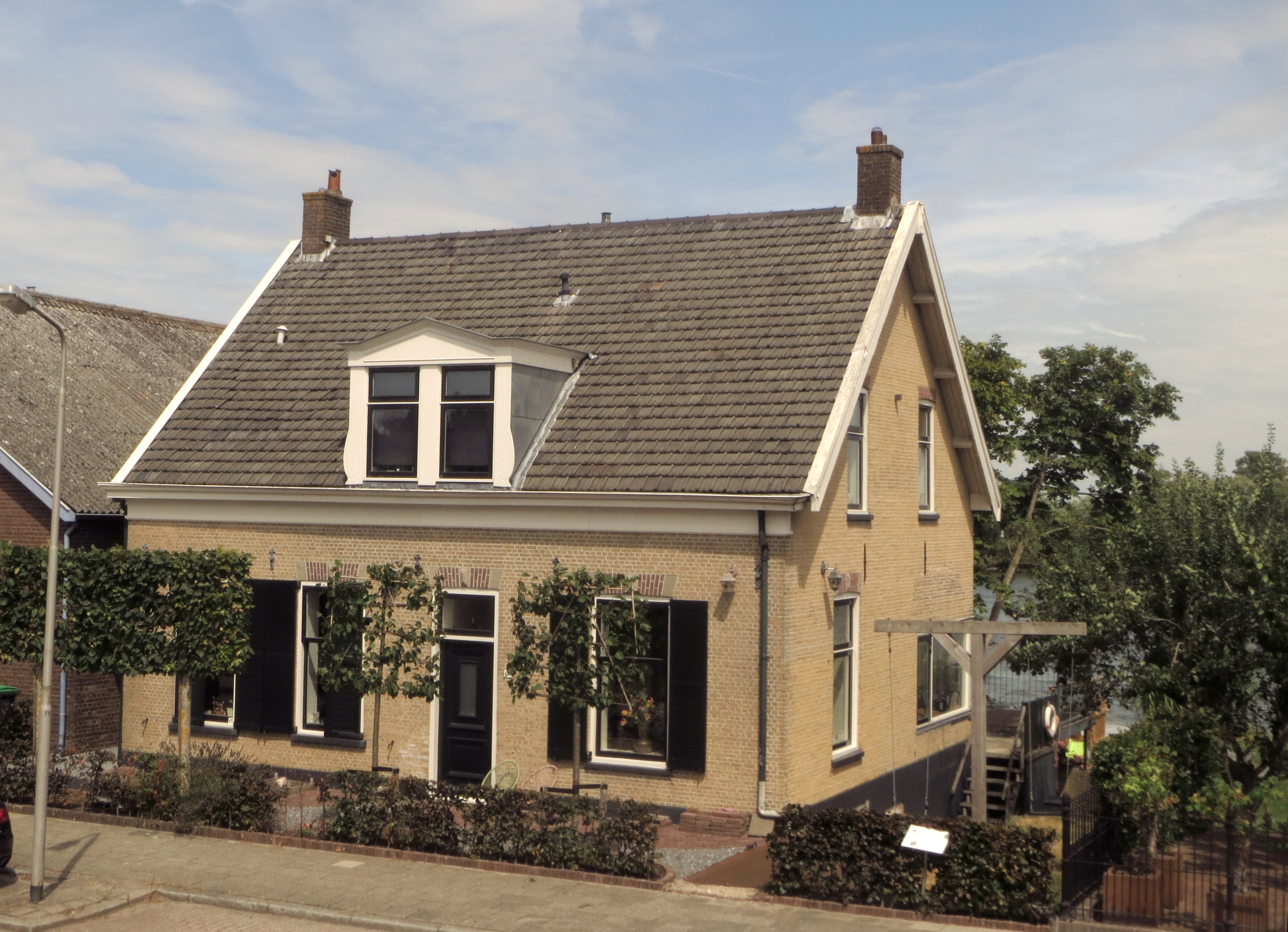
Veerhuis voorheen cafe Rietschoten

In 1845 had Maarten Taselaar (Slikkerveer) vergunning voor 3 roeiboten, de grootste boot was 3,5 ton en geschikt voor 20 passagiers en 100 kg bagage. Het steiger bevond zich naast een kleine haven ongeveer 500 meter noordwestelijk van de huidige (2022) aanlegplaats, het veer voer dus alleen over de Nieuwe Maas en de Lek, vice versa tussen Slikkerveer en Krimpen.
Het haventje bevond zich achter het café Rietschoten dat later het Veerhuis werd, de uitspanning van het café had het voordeel dat reizigers daar konden wachten op het veer
en later later ook op de doorgaande lijndiensten.  
De heer H. van Rietschoten pachtte van Groeninx van Zoelen de ambachtsheer van Riederkercke het veerrecht, het recht was in 1429 door hertog Filips de Goede toegekend aan de ambachtsheer en diens erfgenamen. Rond 1920 kwam er ook een halte van de lijnbus Rotterdam - Dordrecht.
Op 29 augustus 1855 redt de zoon van veerman Taselaar een stuurman van een overvaren sloep.
In strenge winters werd de dienst gestaakt in verband met ijsgang, soms vroor de rivier helemaal dicht en kon de overtocht over het ijs worden gemaakt.
Winters met zware ijsgang. 
| winter     | 1928-29 | 1939-40 | 1940-41 | 1941-42 | 1946-47 | 1953-54 | 1955-56 | 1962-63 |
| breekdagen | 21      | 53      | 39      | 61      | 72      | 21      | 22      | 47      |

Vanaf 10 augustus 1857 werd de veerdienst verzorgd door de Stoombootdienst op de lek, later de Reederij op de Lek.
De lekboot vertrok vanaf Rotterdam naar Schoonhoven en later Culemborg op de 
route legde hij onder meer aan in Bolnes, Slikkerveer, Krimpen a/d Lek, Kinderdijk en verzorgde de verbinding van het latere Driehoeksveer.
Vanaf 1878 verzorgde Stoomboot-Reederij Fop Smit & Co de dienst tussen Rotterdam en Dordrecht, op de 
route legde hij onder meer aan in Bolnes, Slikkerveer, Ridderkerk (Nieuweveer), Alblasserdam en maakte het vervoerplan
over water in de regio compleet.
De veerdienst van Slikkerveer, Krimpen, Elshout, Krimpen en terug naar Slikkerveer werd door de rederij verzorgd met
het schroefstoomschip Robert Fulton II, deze dienst werd  31 december 1911 beeindigd.
In 1935 verkocht Fop Smit & Co de belangrijkste lijndienst, die van Rotterdam naar Dordrecht, aan de Reederij op de Lek.
1 maart 1948, Reederij op de Lek beëindigd de diensten.

### Vice Versa
Vanaf 1946 voer de veerboot Vice Versa (Heen en Weer) van Slikkerveer naar Krimpen a/d Lek, 
de boot werd gebouwd als Vica Versa I en kreeg de naam Vice Versa. Het veer werd eveneens 
Vice Versa genoemd, op een kleine kilometer afstand was het Vosseveer dat van Slikkerveer naar Kinderdijk voer.
26-11-1951 vond er een aanvaring plaats tussen de veerboot en een tanker waarbij de veerboot (Vice Versa) werd beschadigd, er waren geen persoonlijke slachtoffers.

1967 - 1996, de sleepboot Independent 3 die was verbouwd tot fiets- en voetveer en omgedoopt tot de Vice Versa 3  voor de dienst van op het veer.
In 1973 (oliecrisis) werden de kosten zo hoog dat de veerdienst werd beëindigd, 
alleen voor het vervoer van personeel van enkele bedrijven voer het veer enkele malen 
per dag. Na een langdurige strijd die werd gevoerd 
door mevrouw M. de Visser-Ameling  werd op aandringen van de Provincie in 1975 door beide gemeenten subsidie 
verleend en werd de dienst hervat. Een voorwaarde was echter dat het veer voortaan ook Kinderdijk 
zou aandoen (het Vosseveer vanaf de veerweg naar Kinderdijk was in 1972 opgeheven ).

### Driekhoeksveer
Vanaf 1 januari 1975 vaart het veer tussen Slikkerveer, Kinderdijk en Krimpen a/d/ Lek en terug, de naam wordt officieel "Driehoeksveer". Op 1 maart 1981 werd het veer nogmaals beëindigd wegens grote tekorten op de exploitatie. De stichting "de Vereniging Vrienden van de Voetveren" werd opgericht en een actie een piek voor de pont gehouden. Met de opbrengst werd op 1 oktober de exploitatie overgenomen door de stichting, de gemeenten Ridderkerk en Krimpen ondersteunen dit initiatief met subsidies van respectievelijk 30.000 en 40.000 gulden. Vanaf 1982 was de dienst voorlopig verzekerd voor 2 jaar.
In 1999 werd de aanlegplaats verplaatst naar de huidige (2022) De Schans.
In 2004 stopte de stichting met de exploitatie, de verliezen waren te groot, de dienst werd voor een jaar voortgezet door Ottevanger OV Exploitatie. 
Het exploitatietekort voor 2005 werd begroot op 120.000 euro, met subsidies van de 
provincie Zuid-Holland en de gemeenten Ridderkerk en Nederlek en sponsorbijdragen 
werd de dienst in 2005 voortgezet. In de loop van 2005 vond de aanbesteding plaats 
voor de jaren daarna, de firma Waterbus B.V. nam 
de exploitatie op zich. Vanaf 2010 overgenomen door Aquabus B.V. en in 2022 door 
Blue Amigo Waterborne Public Transport Netherlands BV. De dienst wordt vanaf 2022 
onderhouden door de Drechtsteden 2, gebouwd in 1986 met plaats voor 100 passagiers.

## Afbeeldingen

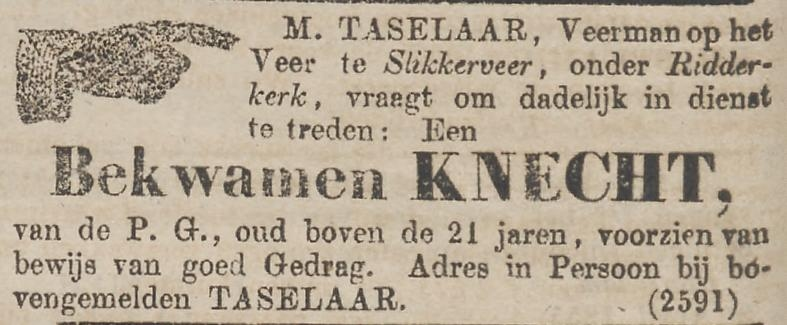
Nieuwe Rotterdamsche courant 3 4 1855
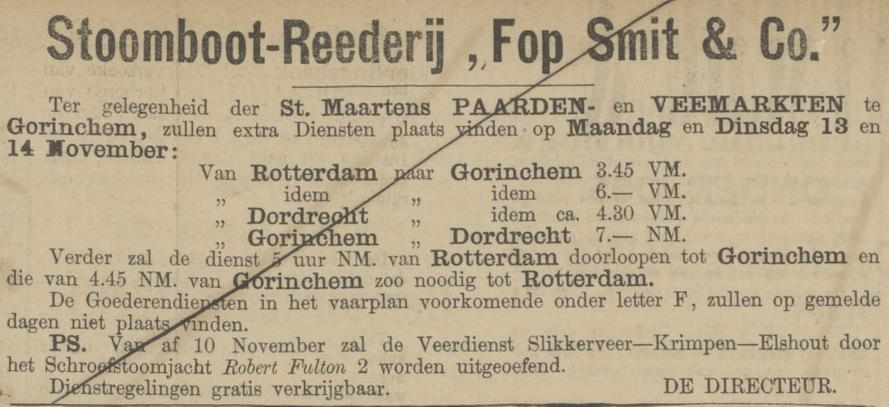
Provinciale Noordbrabantsche en 's Hertogenbossche courant 27-09-1888
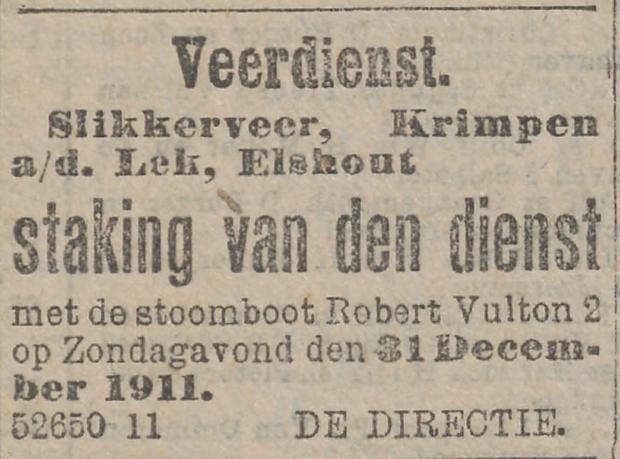
Rotterdamsch nieuwsblad 29 12 1911
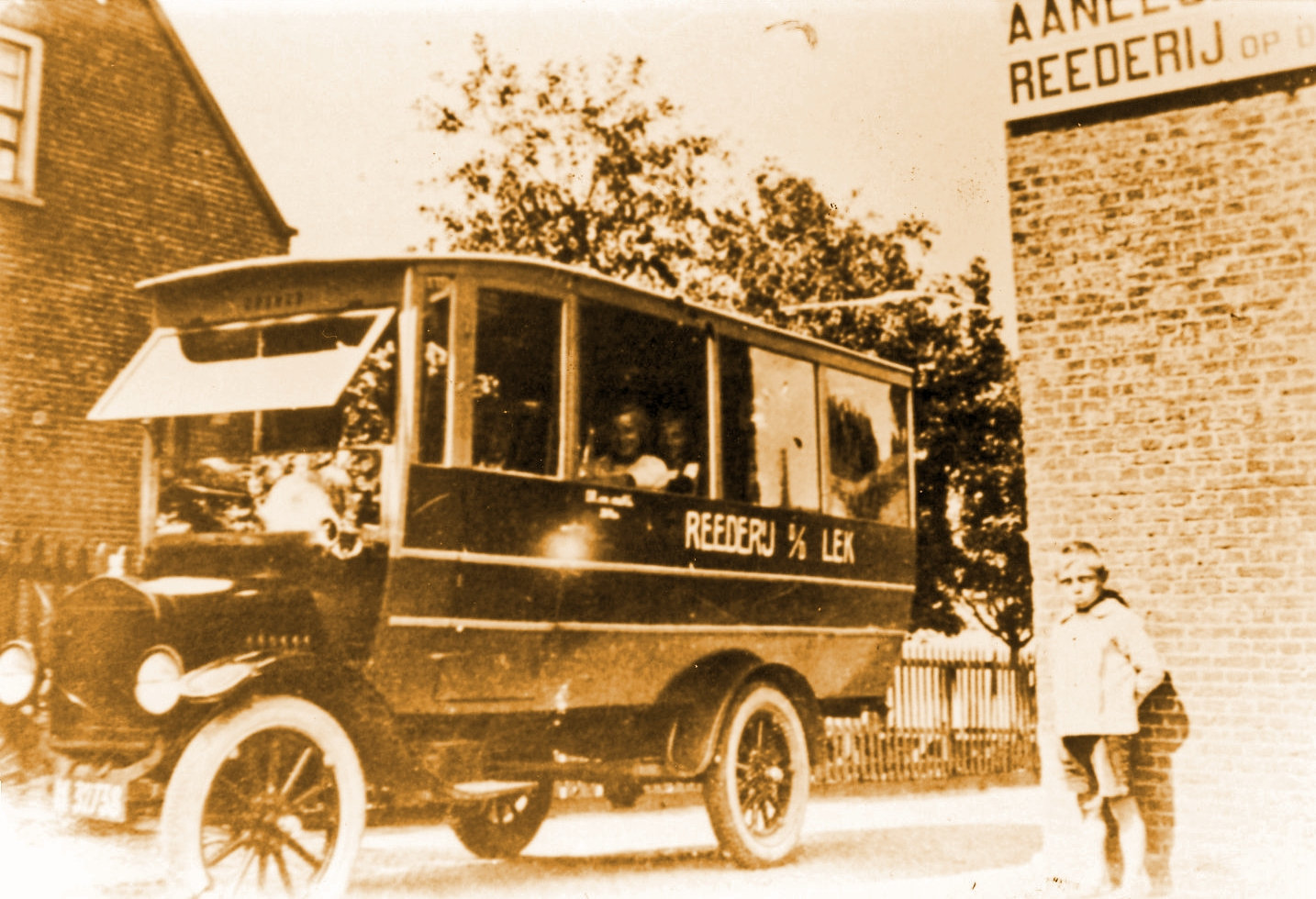
Busdienst Reederij op de Lek